# Erythemis
Erythemis is een geslacht van libellen (Odonata) uit de familie van de korenbouten (Libellulidae).

## Soorten
Erythemis omvat 10 soorten:
- Erythemis attala (Selys in Sagra, 1857)
- Erythemis carmelita Williamson, 1923
- Erythemis collocata (Hagen, 1861)
- Erythemis credula (Hagen, 1861)
- Erythemis haematogastra (Burmeister, 1839)
- Erythemis mithroides (Brauer, 1900)
- Erythemis peruviana (Rambur, 1842)
- Erythemis plebeja (Burmeister, 1839)
- Erythemis simplicicollis (Say, 1840)
- Erythemis vesiculosa (Fabricius, 1775)